# Marchetsreut
Marchetsreut ist ein Gemeindeteil des Marktes Perlesreut im Landkreis Freyung-Grafenau. Es kam am 1. Mai 1978 zu Perlesreut.

## Geografie
Das Dorf Marchetsreut liegt im südlichen Bayerischen Wald einen Kilometer südlich von Perlesreut.

## Geschichte
Marchetsreut war Teil des Hochstifts Passau. Der Ort wurde 1803 mit dem größten Teil des Passauer Gebietes zugunsten des Kurfürstentums Salzburg von Ferdinand III. von Toskana säkularisiert und fiel 1805 an Bayern. Mit der Bildung der Gemeinden im Jahre 1818 auf Grund des zweiten bayerischen Gemeindeedikts vom 17. Mai 1818 wurde die Gemeinde Kumreut gebildet, zu der Marchetsreut gehörte. Marchetsreut wurde mit Empertsreut, Göschlmühle, Marktberg und Prombach am 1. Mai 1978 nach Perlesreut eingegliedert und bildet dort eine eigene Gemarkung.